# Wladimir Nikolajewitsch Tschernigowski
Wladimir Nikolajewitsch Tschernigowski (russisch Владимир Николаевич Черниговский; * 16. Februarjul. / 1. März 1907greg. in Jekaterinburg; † 31. Mai 1981 in Leningrad) war ein sowjetischer Physiologe und Hochschullehrer.

## Leben
Tschernigowski studierte nach dem Mittelschulabschluss 1925 an der Staatlichen Universität Perm in der Medizinischen Fakultät mit Abschluss 1930. Einer seiner Lehrer war Wassili Wassiljewitsch Parin. Kurz darauf wurde er Assistent am Lehrstuhl für Physiologie des Veterinär-Instituts Orenburg. 1932 wurde er Mitarbeiter des Swerdlowsker Medizinischen Instituts.
Ab 1937 arbeitete Tschernigowski in Leningrad in dem 1932 gegründeten Allunionsinstitut für Experimentelle Medizin zunächst bei Konstantin Michailowitsch Bykow. 1946 wurde Tschernigowski Laboratoriumsleiter.
Tschernigowski Forschungsschwerpunkte waren die funktionalen Wechselwirkungen der Großhirnrinde mit den inneren Organen, die Interozeption und die Raumfahrt-Physiologie und -Medizin. Er entdeckte einige Interozeptoren höherer Tiere und untersuchte sie, insbesondere ihre Lokalisierung und die Erregungsmechanismen. Zusammen mit Kollegen entwickelte er ein Modell der Hypertonie-Erkrankung.
Nach Beginn des Deutsch-Sowjetischen Kriegs mit der Leningrader Blockade lehrte Tschernigowski 1941–1952 an der Medizinischen Marineakademie Leningrad, an der er 1944 zum Professor ernannt wurde.
1952 wurde Tschernigowski Direktor des Instituts für Normale und Pathologische Physiologie der Akademie der Medizinischen Wissenschaften der UdSSR in Moskau. 1953 wurde er zum Korrespondierenden Mitglied und 1960 zum Vollmitglied der Akademie der Wissenschaften der UdSSR (AN-SSSR, seit 1991 Russische Akademie der Wissenschaften (RAN)) gewählt.
1959 wurde Tschernigowski Direktor des I.-P.-Pawlow-Instituts für Physiologie der AN-SSSR in Leningrad. 1965 wurde er ausländisches Mitglied der Rumänischen Akademie und Mitglied der International Academy of Astronautics. 1977 ging er in den Ruhestand. Sein Nachfolger wurde 1981 Wladimir Alexandrowitsch Gowyrin.
Die Psycholinguistin Tatjana Tschernigowskaja lst eine Schwiegertochter Tschernigowskis.
Tschernigowski wurde auf dem St. Petersburger Bogoslowskoje-Friedhof begraben.

## Ehrungen, Preise
- Orden des Roten Banners der Arbeit (zweimal)
- Orden der Völkerfreundschaft
- Orden des Roten Sterns
- I.-P.-Pawlow-Preis der AN-SSSR (1944)
- I.-P.-Pawlow-Goldmedaille der AN-SSSR (1964)[1]
- I.-M.-Setschenow-Preis der AN-SSSR (1974 zusammen mit S. S. Musjaschtschikowa)